# Pierre-Laurent Chantaire
Pierre-Laurent Chantaire (1743-1814) est un homme politique français, élu député du Tiers état aux États généraux de 1789.

## Biographie
Cet homme politique très investi dans la cité, qui devient député aux Etats généraux et constituant fut aussi un des fondateurs et un membre actif de la loge maçonnique Saint-Jean le Parfait Désintéressement à l'Orient de Mirecourt, réveillée en 1768. Cette loge avait cette particularité d'être très ouverte aux idées des Lumières.En effet, parmi les membres de cette loge, si Chantaire a été député constituant, Joseph Clément Poullain Grandprey a été député à la Convention, et également Joseph Hugo mais qui n'a pas pu y siéger à cause de maladie; quant à  Jean-Didier Cablé un des anciens vénérables de cette loge, il fut guillotiné à Strasbourg, condamné par le tribunal révolutionnaire de Paris.
Né à Mirecourt en 1743 et décédé dans la même ville en 1814 . Il fut député aux Etats généraux de 1789 et constituant. Il a été fondateur et actif membre de la seconde loge maçonnique de Mirecourt avec Joseph Clément Grandprey, futur conventionnel ainsi qu'avec Jean-Louis Deklier Delille, ingénieur des ponts et chaussées.[réf. nécessaire]

## Hommages
Une rue de Mirecourt porte son nom.